# Centratherum
Centratherum é um género botânico pertencente à família Asteraceae.